# Megachile conjuncta
Megachile conjuncta är en biart som beskrevs av Smith 1853. Megachile conjuncta ingår i släktet tapetserarbin, och familjen buksamlarbin. Inga underarter finns listade i Catalogue of Life.